# Furesø med Vaserne og Farum Sø
Furesø med Vaserne og Farum Sø este o arie protejată (arie de protecție specială avifaunistică — SPA) din Danemarca întinsă pe o suprafață de 1.292 ha, integral pe uscat.

## Localizare
Centrul sitului Furesø med Vaserne og Farum Sø este situat la coordonatele 55°48′29″N 12°22′06″E / 55.808056°N 12.368333°E.

## Înființare
Situl Furesø med Vaserne og Farum Sø a fost declarat arie de protecție specială avifaunistică în mai 1983 pentru a proteja 8 specii de animale.

## Biodiversitate
Situată în ecoregiunea continentală, aria protejată nu include niciun habitat protejat.
La baza desemnării sitului se află mai multe specii protejate de  păsări (8): pescăruș albastru (Alcedo atthis), rața moțată (Aythya fuligula), buhai de baltă (Botaurus stellaris), erete de stuf (Circus aeruginosus), ciocănitoare neagră (Dryocopus martius), ferestrașul mare (Mergus merganser), vultur pescar (Pandion haliaetus), cresteț pestriț (Porzana porzana).